# سيلينا هاستينغز
سيلينا هاستينغز (بالإنجليزية: Selina Shirley Hastings)‏ هي كاتِبة وصحفية بريطانية، ولدت في 5 مارس 1945.

## وصلات خارجية
- الموقع الرسمي